# Homer S. Cummings

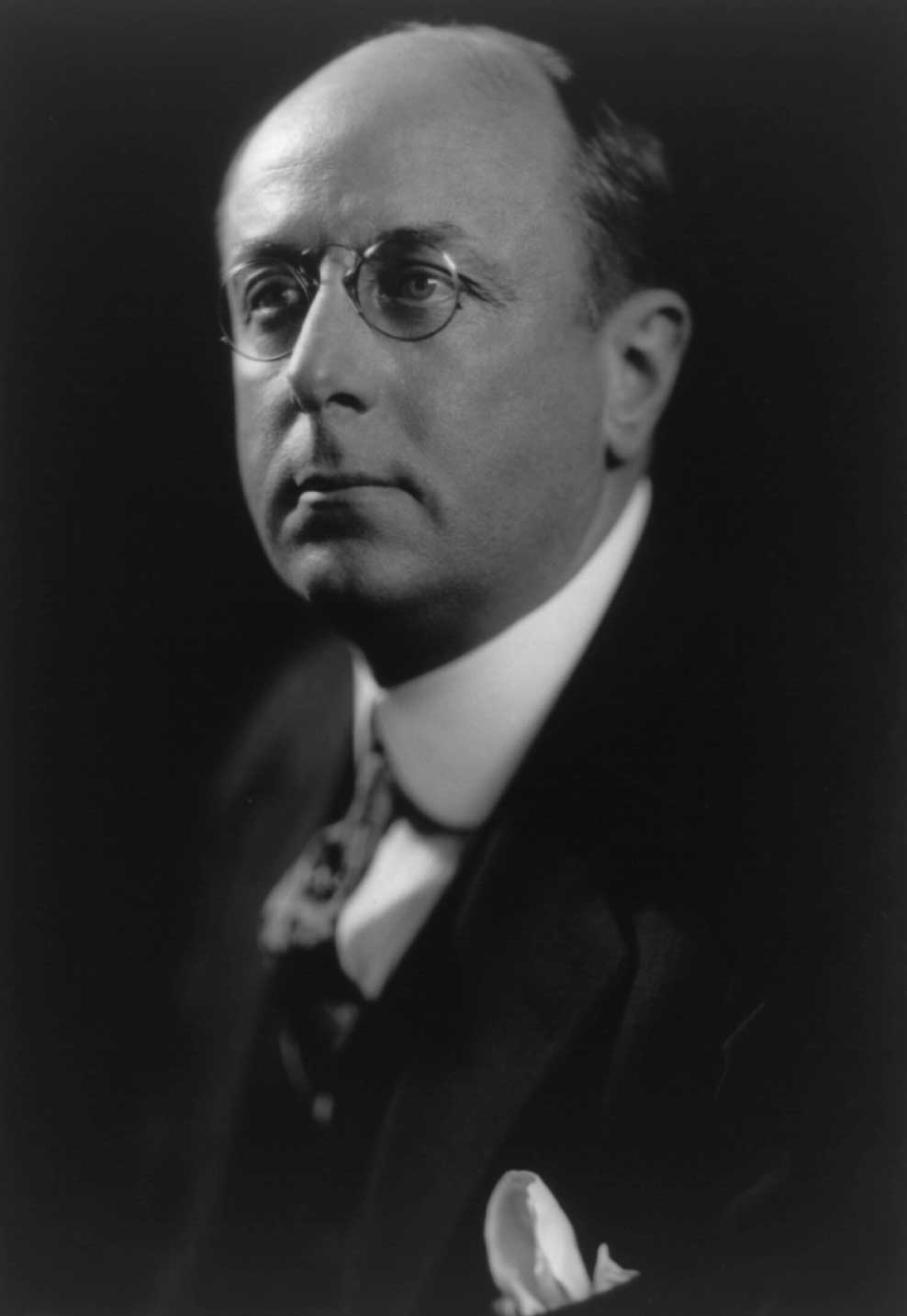
Homer S. Cummings

Homer Stille Cummings, född 30 april 1870 i Chicago, Illinois, död 10 september 1956, var en amerikansk demokratisk politiker.
Cummings studerade juridik vid Yale Law School. Han arbetade som advokat i Stamford, Connecticut. 1909 grundade han advokatbyrån Cummings & Lockwood tillsammans med Charles D. Lockwood. Han var partner i firman fram till 1933.
Redan 1896 stödde Cummings William Jennings Bryan i presidentvalet. Cummings blev invald som borgmästare i Stamford tre gånger: 1900, 1901 och 1904.
Han var ordförande för demokraternas federala partistyrelse Democratic National Committee 1914-1916.
Cummings var gift fyra gånger; de två första äktenskapen slutade med skilsmässa och de två senare med hustruns död. Efter den tredje hustrun Mary Cecilias död 1939 skrev Cummings boken The Tired Sea som en hyllning till henne.
Cummings var en anhängare av Franklin D. Roosevelt och höll ett övertygande tal denne till stöd vid demokraternas partimöte 1932. När Roosevelt blev invald till presidentämbetet, tänkte han först utnämna Cummings som generalguvernör av Filippinerna, men två dagar före Roosevelts makttillträde blev Cummings utnämnd till justitieminister. I den befattningen tjänstgjorde han sedan i nästan sex år.